# 鋳物筆
鋳物筆（いものふで）は、鋳物砂で鋳型を製するときに用いられる毛筆である。その用途は、込型を砂から抜き出す前に、木型と砂とが接する面に水分を与えて砂が崩れるのを防ぎ、また砂型の破損部を補修修繕するのに際してあらかじめその箇所に補給の砂が容易に密着するように水分の付与すること、および出来上がりの型面の清掃、黒煙マイカ粉末の塗布である。種類としては、前者用の水を含ませる水筆と後者用の板筆とがある。